# Rue Eugène-et-Marie-Louise-Cornet
La rue Eugène-et-Marie-Louise-Cornet est voie de circulation de Pantin.

## Situation et accès
Cette rue est desservie par la station de métro Hoche sur la ligne 5 du métro de Paris.

## Origine du nom

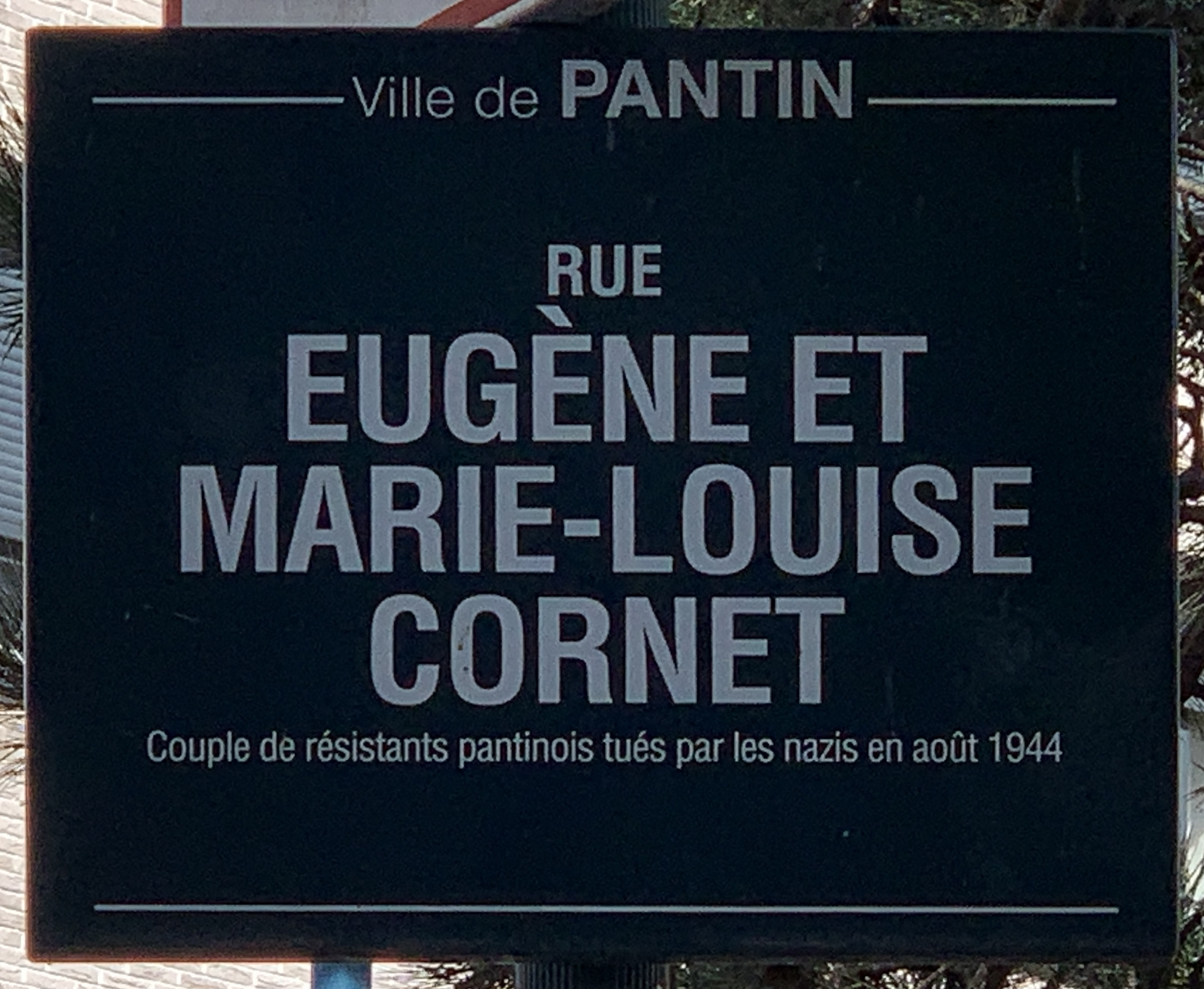
Plaque émaillée Rue Eugène-et-Marie-Louise-Cornet en avril 2021.

Eugène, instituteur né en 1904, et Marie-Louise, sténodactylo née en 1905, faisaient partie du groupe Dumont-Hildevert, Ils furent tués et leurs corps brûlés lors de combat le 28 août 1944 à la râperie de Oissery-Frofry. Leur nom a été attribué à cette rue le 15 octobre 1944.

## Historique

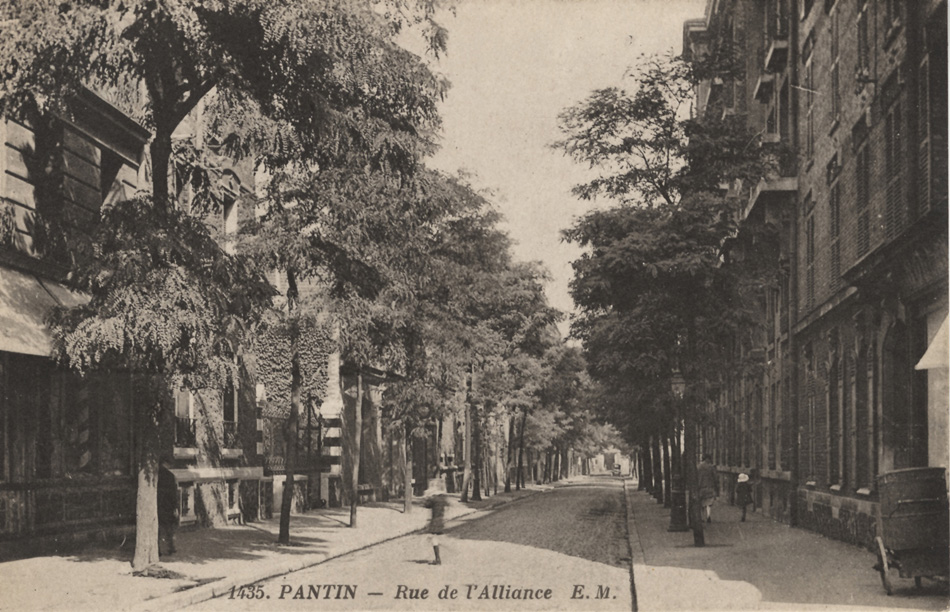
L'ancienne rue de l'Alliance.

L'ancienne rue de l'Alliance fut d'abord une voie privée. Elle est ouverte au public en 1896, plantée d'arbres d'alignement, et conçue en premier lieu dans le prolongement de la rue de la Cristallerie, aujourd'hui la rue Honoré-d'Estienne-d'Orves. Son urbanisation est typique du style parisien: Dès 1904, le maire de la ville, David encouragea la construction d'immeubles en pierres de taille, à façades artistiques.

## Bâtiments remarquables et lieux de mémoire

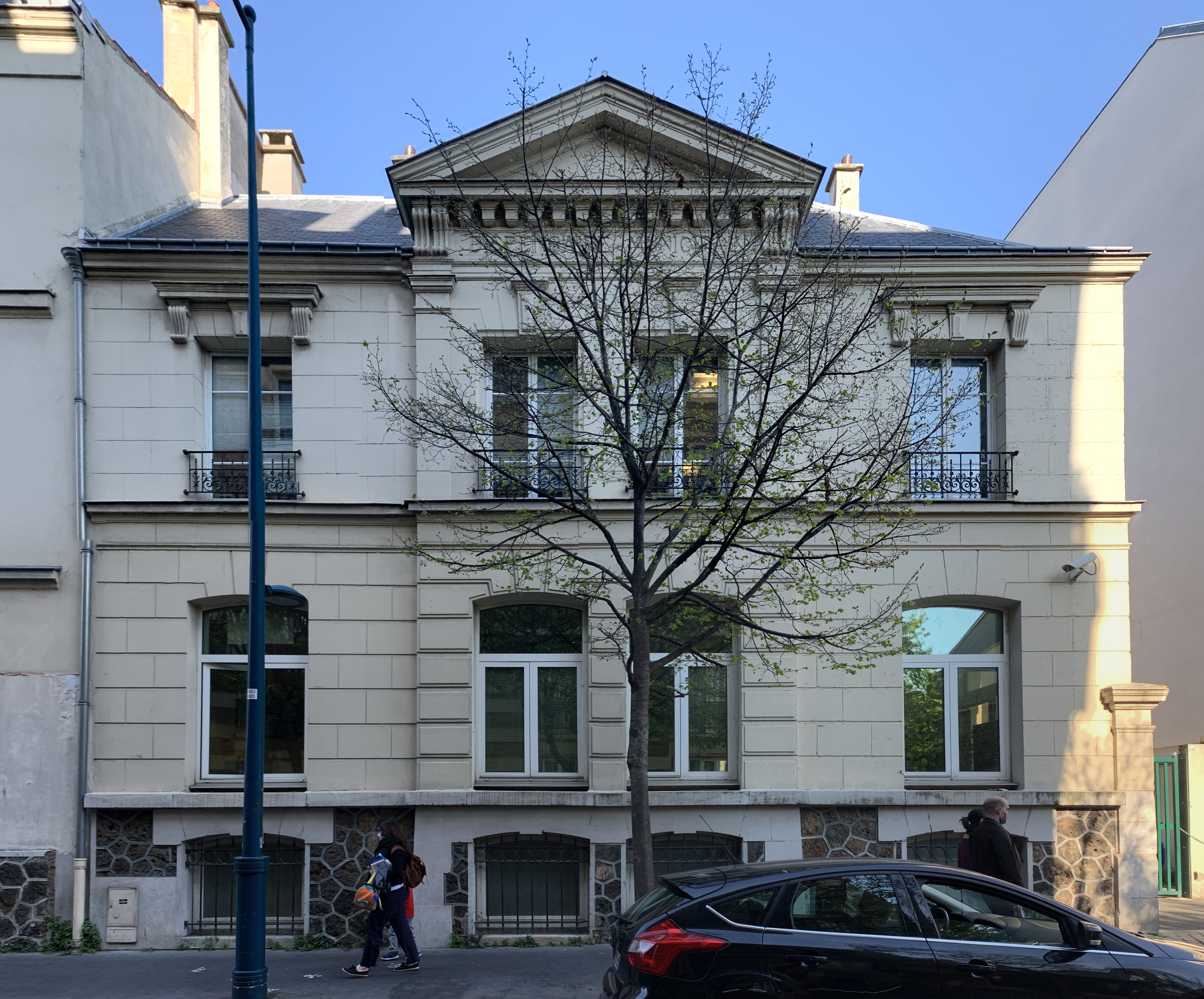
Dispensaire Municipal, en 2021.

- Ancien dispensaire communal, édifié en 1908[8]. C'est aujourd'hui un centre municipal de santé[9].
- Au no 21, un immeuble d’intérêt architectural, datant du début du XXe siècle[10].